# Molo delle caravelle
Il Molo delle caravelle ( in spagnolo Muelle de las Carabelas) è un museo situato a Palos de la Frontera (Huelva). In esso si trovano le riproduzioni delle caravelle Niña, Pinta e Santa María che furono costruite nel 1992 per celebrare il quinto centenario della scoperta dell'America.

## Storia
Per tutto il 1992 si sono svolte celebrazioni di ogni genere a seguito del quinto centenario della scoperta dell'America. Tra questi, la Spagna realizzò una riproduzione delle navi su cui Cristoforo Colombo, il Pinzón de Palos de la Frontera e il resto della spedizione, marinai della zona come il Niño de Moguer, fecero il viaggio alla scoperta dell'America. Le tre navi facevano parte dell'Esposizione Universale di Siviglia, sebbene facessero parte anche di numerose mostre in tutta Europa e in America.
Dopo aver partecipato a diversi generi di attività (tra cui la presenza nelle riprese del film 1492 - La conquista del paradiso) il governo andaluso acquistò le imbarcazioni, nell'ambito del progetto Andalucía 92. Successivamente ebbe inizio la costruzione del Muelle de las Carabelas nel Paraje de la Rábida appartenente al comune di Palos de la Frontera, inaugurato nel 1994 e gestito dalla Diputación de Huelva.
Da allora, il Muelle de las Carabelas è stato aperto al pubblico, registrando un notevole aumento di visitatori anno dopo anno, tanto che nel 2007 è stato raggiunto il record di visite, con una cifra vicina ai 200.000 visitatori con una media di 550 persone giornaliere. È il terzo luogo più visitato dell'Andalusia.